# چم حیدر (لنجان)
چم حیدر، روستایی از توابع بخش باغ بهادران شهرستان لنجان در استان اصفهان است که مردم آن به زبان فارسی سخن می کنند.

## جمعیت
این روستا در دهستان چم کوه قرار دارد و براساس سرشماری مرکز آمار ایران در سال ۱۳۸۵، جمعیت آن ۷۵۲ نفر (۲۰۳خانوار) بوده‌است.